# Grønningen på Fanø
Grønningen på Fanø er en dansk dokumentarfilm fra 1951 instrueret af Erik R. Knudsen.

## Handling
En filmisk beskrivelse af den gamle, nu næsten uddøde skik at lade køerne græsse på en fælleseng. Optagelserne har fundet sted på Fanø og viser, hvordan beboerne i Nordby om morgenen efter malkningen driver køerne sammen i en fold, hvor byhyrden modtager dyrene og driver dem ud til fællesengen "Grønningen".